# The Golden Path
The Golden Path è un singolo del duo di musica elettronica britannico The Chemical Brothers, pubblicato nel 2003 ed estratto dalla raccolta Singles 93-03. Il brano vede la collaborazione del gruppo rock statunitense The Flaming Lips.

## Tracce
1. The Golden Path
2. Nude Night
3. The Golden Path (Ewan Pearson Extended Vocal)

## Video
Il videoclip della canzone è stato diretto da Chris Milk e interpretato da Fran Kranz.

## Classifiche
| Classifiche (2003) | Posizione massima |
| ------------------ | ----------------- |
| Regno Unito        | 17                |